# 132 (число)
132 (сто тридцать два) — натуральное число, расположенное между числами 131 и 133. Оно не является простым числом, а относительно последовательности простых чисел расположено между 131 и 137.

## Математика
132 — чётное число, делится нацело на числа 1, 2, 3, 4, 6, 11, 12, 22, 33, 44, 66, 132.
- Число харшад
- Избыточное число
- Составное число
- Самопорождённое число
- Злое число
- Число Каталана
- Тау-число

## Химия, физика, астрономия
- STS-132 — космический полёт MTKK «Атлантис» по программе «Спейс Шаттл».
- NGC 132 — спиральная галактика с перемычкой (SBbc) в созвездии Кит.
- Другое обозначение спиральной галактики NGC 2377 — UGCA 132.
- Другое обозначение линзообразной галактики NGC 2379 — ARAK 132.

## География
- Площадь острова Ява 132 тыс. км².
- В селе Луцино по данным 1989 года проживало 132 жителя.
- Деревня Соловьёвка расположена на 132 км Минского шоссе.
- Население Опфертсхофена составляет 132 человека (на 2006 год).
- В селе Чапома по данным 2002 года проживало 132 жителя.
- Один из почтовых индексов поселка Тучково заканчивается на 132.

## Военное дело
- 132-я стрелковая дивизия — воинское соединение СССР в Великой Отечественной войне.
- Неофициальное собирательное название боевых машин реактивной артиллерии БМ-13 диаметром 132 мм.
- 132-й стрелковый полк.